# Palazzo Giroux

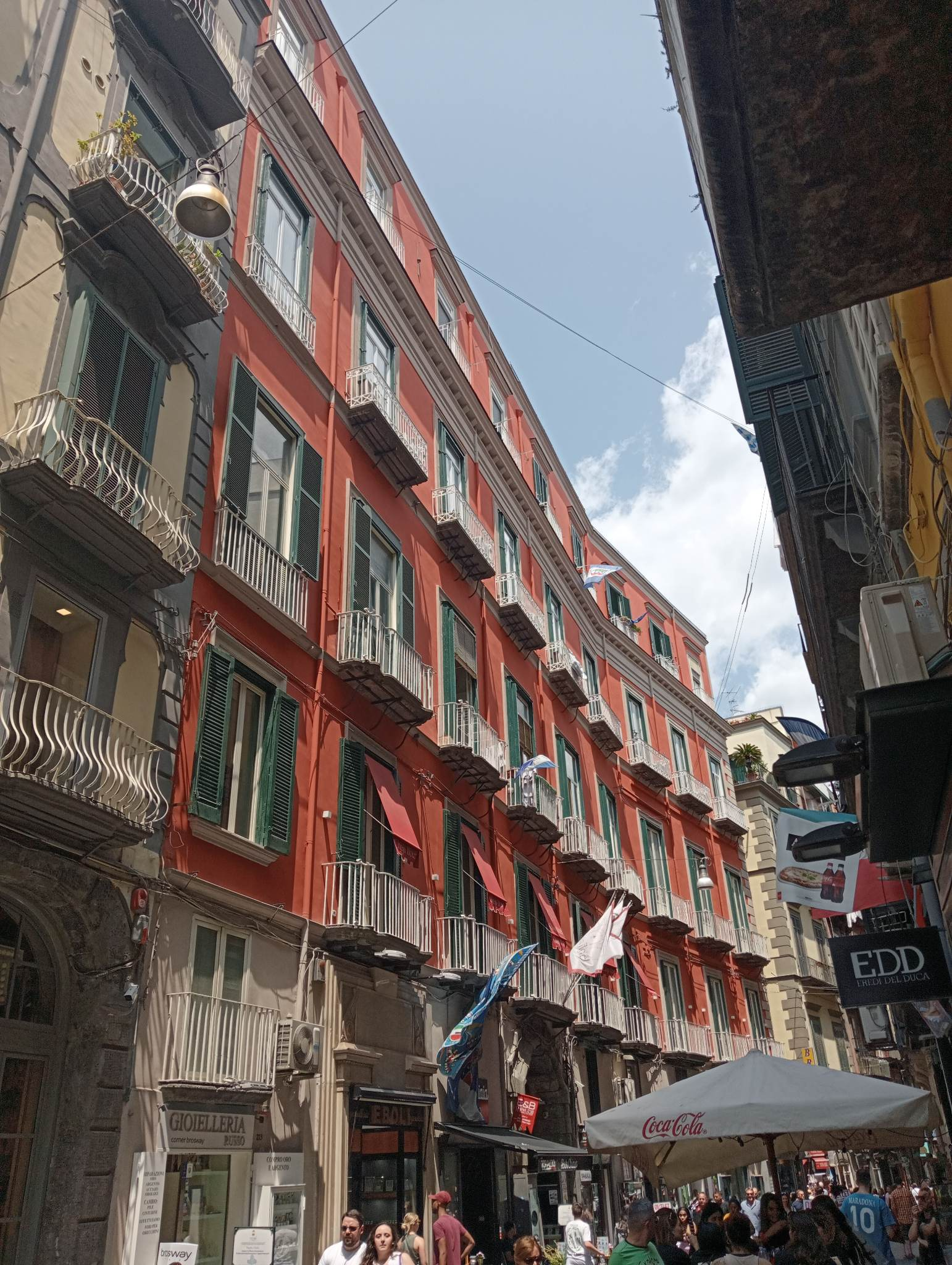
Palazzo Giroux in Neapel: Fassade zur Via Chiaia.

Der Palazzo Giroux ist ein Palast aus dem 18. Jahrhundert im Viertel San Ferdinando in Neapel in der italienischen Region Kampanien. Er liegt in der Via Chiaia, 216.

## Geschichte und Beschreibung
Es gibt nur wenige geschichtliche Informationen über diesen Palast. Das gemischtlinige Portal in Piperno lässt uns annehmen, dass das Gebäude im 18. Jahrhundert errichtet wurde, wobei vermutlich vorher existierende Gebäude integriert wurden. In den nachfolgenden Epochen wurde der Palast mehrmals verändert, wie die offene Treppe aus dem 19. Jahrhundert mit drei Rundbogenarkaden pro Etage (wobei der mittlere jeweils etwas breiter und höher ist als die seitlichen) zeigt. Sie liegt in Achse mit dem Eingang und ist heute teilweise durch einen Aufzug verdeckt. Unter dem zentralen Bogen führt ein Gang zu einem zweiten Innenhof, der aus wirtschaftlichen Gründen im Laufe des folgenden Jahrhunderts abgedeckt wurde.
Der Name des fünfstöckigen Palastes, dessen Fassade der Krümmung der Straße folgt, ist darauf zurückzuführen, dass er Eigentum der Pariserin Marguerite Jeanne Thomas (* 1794 in Paris; † 1865 in Neapel) war, die als „Madame Giroux“ bekannt war. In der ersten Hälfte des 19. Jahrhunderts wohnte sie dort und hatte auch ihr bekanntes Modegeschäft, das nach 1860 schloss. Gleichzeitig richtete die Familie der Grafen Lucchesi Palli in der Wohnung im obersten Stockwerk, die sie von Madame Giroux gemietet hatten, ein kleines, privates Theater ein. Schließlich hat dort die bekannte Pizzeria Brandi ihren Sitz.